# Masalia decorata
Masalia decorata is een vlinder uit de familie uilen (Noctuidae). De wetenschappelijke naam van deze soort is voor het eerst geldig gepubliceerd in 1881 door Moore.
De soort komt voor in tropisch Afrika.